# Entosthodon undulatus
Entosthodon undulatus là một loài Rêu trong họ Funariaceae. Loài này được (Hampe) Mitt. mô tả khoa học đầu tiên năm 1869.